# 厄斯特布羅

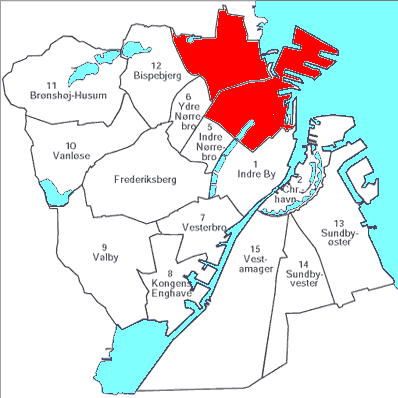
在哥本哈根的位置

厄斯特布羅（丹麥語：Østerbro）是丹麦首都哥本哈根自治市的行政區，其位於哥本哈根市中心北側，哥本哈根舊東城門外以北的區域。舊東城門昔日靠近現今的東門車站，但於1700年左右遷移至他處。厄斯特布罗從過往便是富庶的地方，至今仍是哥本哈根最富裕的地區之一。
厄斯特布羅面積11.84 km²，人口68,769人。